# Aetholopus papuanus
Aetholopus papuanus är en skalbaggsart som beskrevs av Stefan von Breuning 1948. Aetholopus papuanus ingår i släktet Aetholopus och familjen långhorningar. Inga underarter finns listade i Catalogue of Life.